# Mount McClung
Mount McClung är ett berg i Antarktis. Det ligger i Västantarktis. Inget land gör anspråk på området. Toppen på Mount McClung är 862 meter över havet.
Terrängen runt Mount McClung är huvudsakligen kuperad, men norrut är den platt. Trakten är obefolkad. Det finns inga samhällen i närheten. 